# Xã Dutch Mills, Quận Washington, Arkansas
Xã Dutch Mills (tiếng Anh: Dutch Mills Township) là một xã thuộc quận Washington, tiểu bang Arkansas, Hoa Kỳ. Năm 2010, dân số của xã này là 390 người.